# Баљијано (Мачерата)
Баљијано (итал. Bagliano) насеље је у Италији у округу Мачерата, региону Марке.
Према процени из 2011. у насељу је живело 57 становника. Насеље се налази на надморској висини од 217 м.